# 宋村乡 (淳安县)
宋村乡，中国浙江省西北部淳安县下辖的一个乡。

## 行政区划
宋村乡现辖：
常锦里村、硖石村、青山口村、胡家畈村、宋村村、镜洪村、白云溪村和云港口村。